# Locustini
A Locustini az egyenesszárnyúak (Orthoptera) rendjébe sorolt sáskafélék (Acrididae) Oedipodinae alcsaládjának egyik nemzetsége egy tucatnyi nemmel.